# 2. Handball-Bundesliga (Frauen) 1987/88
Die 2. Handball-Bundesliga (Frauen) startete auch in der Saison 1987/88 mit einer Nord- und einer Südstaffel.

## Saisonverlauf
Aus der Staffel Nord stieg TuS Eintracht Minden, aus der Staffel Süd der 1. FC Nürnberg in die 1. Bundesliga auf.

## Staffel Nord

### Abschlusstabelle
| Pl. | Verein                     | Sp. | Tore    | Diff. | Punkte |
| --- | -------------------------- | --- | ------- | ----- | ------ |
| 01. | TuS Eintracht Minden       | 18  | 322:268 | +54   | 27:09  |
| 02. | SC Germania List           | 18  | 286:262 | +24   | 27:09  |
| 03. | Buxtehuder SV (N)          | 18  | 378:316 | +62   | 23:13  |
| 04. | SV Süd Braunschweig (A)    | 18  | 315:259 | +56   | 22:14  |
| 05. | Holstein Kiel              | 18  | 286:275 | +11   | 22:14  |
| 06. | TH Eilbeck                 | 18  | 282:291 | −09   | 16:20  |
| 07. | Olympia Brühl              | 18  | 273:308 | −35   | 16:20  |
| 08. | SC Greven 09               | 18  | 252:298 | −46   | 13:23  |
| 09. | OSC 04 Rheinhausen (N)     | 18  | 284:323 | −39   | 12:24  |
| 10. | Reinickendorfer Füchse (N) | 18  | 229:307 | −78   | 02:34  |

Aufsteiger in die 1. Bundesliga: TuS Eintracht Minden.

Absteiger aus der 1. Bundesliga: -

Absteiger in die Regionalligen: OSC 04 Rheinhausen und Reinickendorfer Füchse.

Aufsteiger aus den Regionalligen: HSW Humboldt Berlin, MSV Duisburg und TuS Alstertal.

### Entscheidungen
| (A) | Absteiger aus der 1. Bundesliga 1986/87 |
| (N) | Neuling/Aufsteiger 1986/87              |

## Staffel Süd

### Abschlusstabelle
| Pl. | Verein                     | Sp. | Tore    | Diff. | Punkte |
| --- | -------------------------- | --- | ------- | ----- | ------ |
| 01. | 1. FC Nürnberg (A)         | 18  | 356:281 | +75   | 30:06  |
| 02. | VfL Neckargartach          | 18  | 348:273 | +75   | 28:08  |
| 03. | DJK Schwarz-Weiß Wiesbaden | 18  | 319:287 | +32   | 25:11  |
| 04. | TSV Tempelhof-Mariendorf   | 18  | 343:299 | +44   | 23:13  |
| 05. | TSF Ludwigsfeld            | 18  | 278:294 | −16   | 14:22  |
| 06. | DJK Marpingen (N)          | 18  | 289:314 | −25   | 13:23  |
| 07. | VfB Gießen                 | 18  | 282:319 | −37   | 13:23  |
| 08. | TuS Metzingen (N)          | 18  | 264:311 | −47   | 12:24  |
| 09. | SG Kleenheim               | 18  | 260:311 | −51   | 12:24  |
| 10. | TSV Dachau                 | 18  | 265:315 | −50   | 10:26  |

Aufsteiger in die 1. Bundesliga: 1. FC Nürnberg.

Absteiger aus der 1. Bundesliga: DJK Würzburg und Rot-Weiß Auerbach.

Absteiger in die Regionalligen: TuS Metzingen, SG Kleenheim und TSV Dachau.

Aufsteiger aus den Regionalligen: TV Mainzlar und TSV Malsch.

### Entscheidungen
| (A) | Absteiger aus der 1. Bundesliga 1986/87 |
| (N) | Neuling/Aufsteiger 1986/87              |